# Christine de Pizan

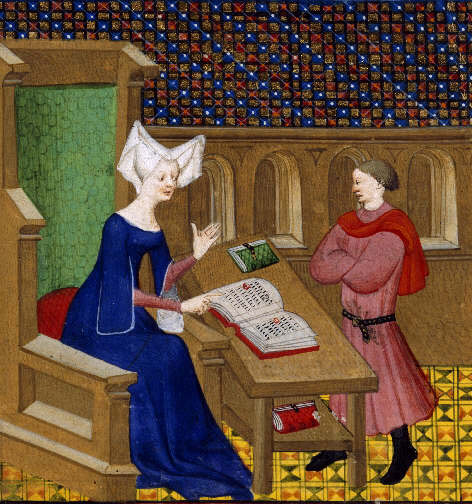
Christine de Pizan mit ihrem Sohn, Jean de Castel (Bedford-Meister)

Christine de Pizan bzw. de Pisan (* 1364 in Venedig; † nach 1430, vermutlich in Poissy) war eine französische Schriftstellerin venezianischer Herkunft. Sie gilt als die erste Autorin der französischen Literatur, die von ihren Werken leben konnte. Ihr heute bekanntestes Werk ist Le Livre de la Cité des Dames (Das Buch von der Stadt der Frauen).

## Leben und Schaffen
Christine de Pisan wurde in Venedig als Tochter des Astrologen und Arztes Tommaso da Pizzano geboren. Als vierjähriges Mädchen kam sie nach Paris, als ihr Vater zum Astrologen und Leibarzt von König Karl V. berufen wurde. Ihrem Vater verdankte sie eine gute Bildung in Latein, Geometrie und Arithmetik, die sie später durch umfangreiche Lektüre älterer und zeitgenössischer, theologischer und profaner Literatur in französischer und lateinischer Sprache erweiterte.
Im Alter von fünfzehn Jahren wurde Christine mit dem kleinadeligen königlichen Sekretär Étienne du Castel (1354–1390) verheiratet und bekam in der Folge drei Kinder mit ihm.
Nach dem Tod ihres Vaters 1387 und dem ihres Mannes, der 1390 einer Seuche erlag, hatte sie mit langwierigen Erbschaftsprozessen und daraus resultierenden finanziellen Problemen zu kämpfen. Neben ihren Kindern musste sie auch ihre Mutter und zwei jugendliche Brüder versorgen. Da an eine Wiederverheiratung mit solchem Anhang und ohne Vermögen kaum zu denken war, besann sie sich auf ihr dichterisches Talent und begann Balladen, Lais und Rondeaus zu verfassen, wobei sie sich Eustache Deschamps zum Vorbild nahm. Für ihre Kinder verfasste sie zunächst das Erziehungsbuch „Buch der Klugheit“, das sie, gegen das hierbei übliche Entgelt, Philipp dem Kühnen widmete, dem Herzog von Burgund, einem Sohn des französischen Königs Johann II.

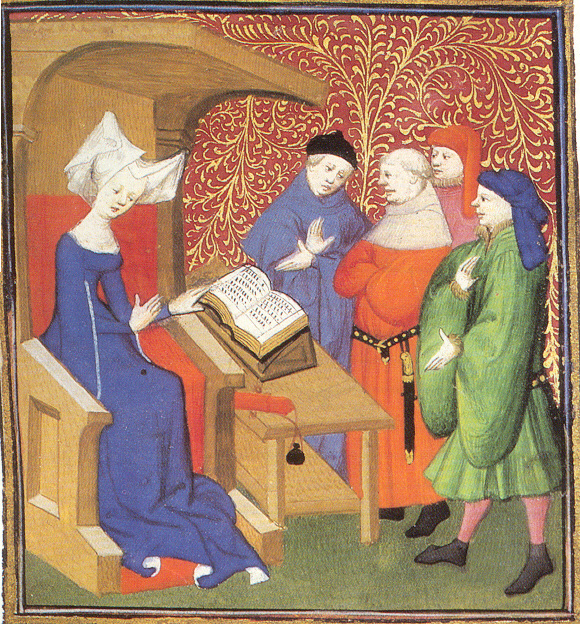
Christine de Pizan liest vor einer Männergruppe.

Hiernach gewann sie rasch weitere zahlungskräftige Mäzene, denen sie ihre Werke widmete und überreichte, darunter die französische Königin Isabeau de Bavière und die ebenfalls zur königlichen Familie gehörenden Herzöge Johann von Berry, Ludwig von Orléans und Johann Ohnefurcht von Burgund, der Nachfolger Philipps des Kühnen.
Christine thematisierte als Lyrikerin zunächst die Liebe, wobei sie vor allem in sehr persönlich wirkender Weise den Verlust ihres Gatten beklagte (Ballades du veuvage, Cent ballades d’amant et de dame). Bekannt ist ihr Gedicht Allein bin ich aus den Balladen der Witwenschaft Später verfasste sie, nicht nur in Versform, sondern auch in Prosa, mehr lehrhaft-philosophische Werke, z. B. den Fürstenspiegel L’Épître d’Othéa (1400) oder die Betrachtungen über das Wirken Fortunas in der Geschichte und in ihrem eigenen Leben in La Mutation de Fortune (1403). Darüber hinaus reagierte sie in politisch motivierten Werken auf die Bürgerkriege im Frankreich des intermittierend geistesgestörten Königs Karl VI. (1380–1422), hinter dem ständig verschiedene Personen und Parteien, insbesondere die „Bourguignons“ und „Armagnacs“, um die Macht im Staate kämpften und dabei immer wieder auch England in ihre Streitereien hineinzogen (→ Bürgerkrieg der Armagnacs und Bourguignons; Schlacht von Azincourt). Zu diesen Werken zählen beispielsweise Le Livre des faits d’armes et de chevalerie (1410), Lamentations sur les maux de la guerre (1410) und Le Livre de la paix (1413).
Ebenfalls politisch intendiert war eine apologetische Biografie (1404) des Gönners ihres Vaters und großen Königs Karl V., der mit Hilfe seines tüchtigen Feldherrn Bertrand du Guesclin die Engländer fast aus Frankreich hinausgedrängt und das Land vorübergehend befriedet hatte. Vielleicht war es Christine, die Karl den Beinamen „der Weise“ („le Sage“) verschaffte.
Im Jahr 1399 kritisierte sie die Misogynie der Männer ihres gesellschaftlichen Umfeldes, und insbesondere die von Jean de Meung im Rosenroman, womit sie die sogenannte Querelle du Roman de la rose entfesselte, den ersten Pariser Literatenstreit in der Geschichte der französischen Literatur, in den sie selbst mit ihrer Épître au dieu d’amours (ebenfalls 1399) eingriff. 1401 verfasste sie Le Dit de la rose, der die fiktive Gründung eines die Frauen schützenden „Rosenordens“ beschreibt. Von 1404 datiert ein 1405 erschienenes Traktat zur richtigen Erziehung der Mädchen, das an die 12-jährige, 1404 mit Louis de Valois, duc de Guyenne vermählte Marguerite de Bourgogne gerichtete und dieser gewidmete Werk Le Livre des trois vertus („Das Buch der drei Tugenden“), das, obgleich es einige Gemeinsamkeiten mit anderen Werken, etwa mit dem Ménagier de Paris, Leon Battista Albertis Della famiglia und Jean Rychners Les .XV. Joies de Mariage, aufweist, als vom „femininen Blick“ bestimmtes „einzigartiges Werk innerhalb der mittelalterlichen und frühneuzeitlichen Frauendidaxe“ gilt, in drei Teile gegliedert ist und die drei Tugendallegorien Vernunft, Rechtschaffenheit und Gerechtigkeit zum Inhalt hat.

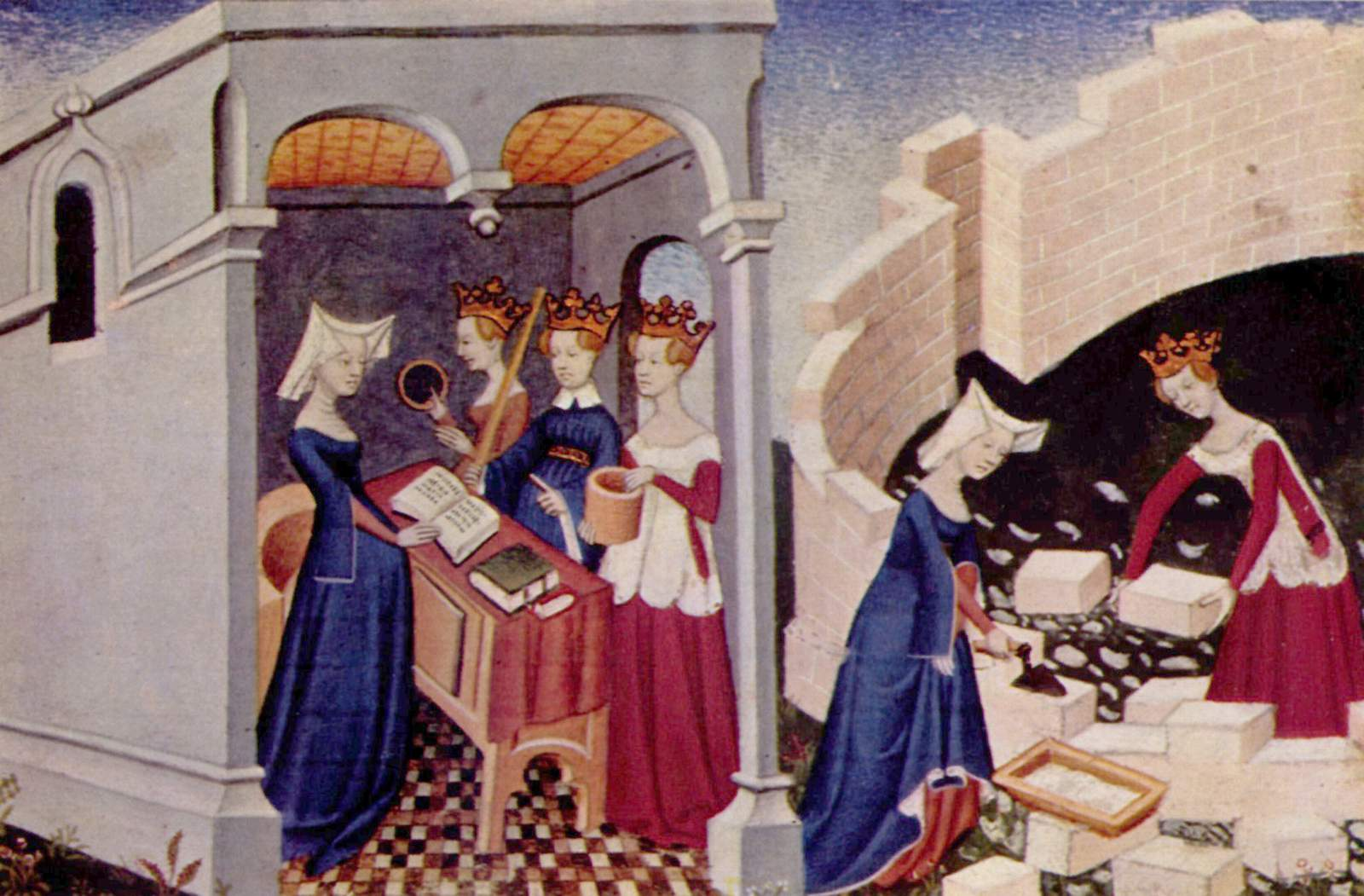
Miniatur in einer Pariser Handschrift der Cité des Dames (Anfang 15. Jh., Meister der Cité des Dames)

1405 stellte sie ihr aus heutiger Sicht interessantestes Werk fertig: Le Livre de la Cité des dames. In ihm weist sie, in Reaktion auf eine Veröffentlichung von Matthaeus von Boulogne und am Beispiel bedeutsamer Frauengestalten aus der biblischen und profanen Geschichte, auf die verkannten Fähigkeiten der Frau hin und entwickelt das Bild einer utopischen Gesellschaft, in der den Frauen gleiche Rechte gewährt werden. Hierin schreibt sie u. a.:

„Diejenigen, die Frauen aus Mißgunst verleumdet haben, sind Kleingeister, die zahlreichen ihnen an Klugheit und Vornehmheit überlegenen Frauen begegnet sind. Sie reagierten darauf mit Schmerz und Unwillen, und so hat ihre große Mißgunst sie dazu bewogen, allen Frauen Übles nachzusagen … Da es aber kaum ein bedeutendes Werk eines angesehenen Verfassers gibt, das nicht Nachahmer fände, so gibt es gar manche, die sich aufs Abschreiben verlegen. Sie meinen, das könne gar nicht schiefgehen, da andere bereits in ihren Büchern das gesagt haben, was sie selbst sagen wollen – wie etwa die Frauenverunglimpfung; von dieser Sorte kenne ich eine ganze Menge.“

Darüber hinaus zeigte sie in ihrem Hauptwerk, wie die negativen Aussagen der Gelehrten über das weibliche Geschlecht auf die Frauen wirkten. Sie beschreibt ihre eigenen Zweifel in einem fiktiven Dialog mit Gott, in dem sie ihm zunächst vorwirft, «Gott habe mit der Frau ein niederträchtiges Wesen erschaffen», um dann jedoch zu dem Schluss zu kommen, dass «Du [Gott] selbst, und zwar auf eine ganz besondere Weise, die Frau erschaffen [hast …] Es ist doch undenkbar, dass du in irgendeiner Sache versagt haben solltest!» Ihr Vertrauen in Gottes Weisheit lässt sie ihre Selbstzweifel überwinden und ermutigt sie dazu, Das Buch von der Stadt der Frauen zu verfassen. Nachdrücklich betont sie ihren Glauben daran, dass «nicht der geringste Zweifel daran bestehen [kann], dass die Frauen ebenso zum Volke Gottes […] gehören wie die Männer». (Zitate: Das Buch von der Stadt der Frauen, S. 37 und S. 218)
Ab 1418, dem Beginn einer der schlimmsten Phasen des Hundertjährigen Krieges, wohnte sie zurückgezogen bei ihrer Tochter Marie im Kloster der Dominikanerinnen von Saint-Louis de Poissy. Dort erlebte sie 1429 noch die militärischen Leistungen von Jeanne d’Arc, der „Jungfrau von Orléans“, und widmete ihr 1430, nach schon längerem Schweigen, einen Lobpreis, das Dictié en l’honneur de la Pucelle. Hiernach ist nichts mehr bekannt über sie. Vermutlich starb sie bald nach 1430 in Poissy.
In der französischen Literaturgeschichtsschreibung wurde Christine de Pizan lange Zeit eher stiefmütterlich behandelt, doch heute gilt sie als die mit Abstand produktivste und vielseitigste aller Autorinnen ihrer Generation. Zu ihren meistgelesenen Werken gehörte, insbesondere und zuerst in Kreisen des europäischen Hochadels verbreitet, neben dem didaktisch-allegorischen Traktat Epistre Othea das Livre des Trois Vertus. Literatur- und Sozialwissenschaftlerinnen schätzen sie darüber hinaus auch als eine Frauenrechtlerin avant la lettre. Christine de Pizan leitet Frauen pragmatisch zu einem klugen Ausschöpfen realer Möglichkeiten an und war somit noch keine Pionierin des modernen Feminismus, setzte aber als neues Element die parole féminine („weibliche Rede“) öffentlich ein. Einige Texte Pizans wurden von Komponisten ihrer Zeit vertont. Ihr Liebesgedicht Dueil angoisseus, rage demeseurée avancierte in der Fassung von Gilles Binchois zu einer der schönsten und traurigsten Balladen des 15. Jahrhunderts. Zwei ihrer Werke erschienen 1489 und 1521 in englischer Übersetzung. Auch eine portugiesische Übersetzung von Livre des Trois Vertus wurde bereits zwischen 1447 und 1455 auf Veranlassung der portugiesischen Königin Leonore verfasst und erschien 1518 mit dem Titel Espelho de Cristina („Spiegel der Christine“) im Druck.

## Werke
- Cent Ballades. 1399
- Epistre au Dieu d’amours. 1399
- Le Debat de deux amants. 1400
- Le Livre des trois jugements amoureux. 1400
- Le Dit de Poissy. 1400
- L’Epistre Othéa. 1400
- Lettres sur le Roman de la Rose. 1401
- Oraison Nostre Dame. 1402
- Le Livre du Chemin de longue estude. 1402
- Le Dit de la Pastoure. 1403
- Le Livre de la Mutacion de Fortune. 1403
- Epistre a Eustache Morel (=E. Deschamps). 1404
- Le Livre des faits et bonnes mœurs du sage roy Charles V. 1404
- Le Livre du duc des vrais amans. 1404
- Le Livre de la Cité des Dames. 1405
- Le Livre des Trois Vertus oder (in Drucken des 15. Jahrhunderts und auch später) Le Trésor de la Cité des Dames. 1405
  - erste (erhaltene) Druckausgaben: Antonie Vérard (Paris 1497), Michel Lenoirs (Paris 1503), Denis Janot (Paris 1536)
  - kritische Ausgabe: Charity Cannon Willard, Eric Hicks: Le Livre des Trois Vertus. Paris 1989 (= Bibliothèque du XVe siècle. Band 50).
- Epistre a la Royne. 1405
- Le Livre de l’advision Cristine. 1405
- Le Livre de Prudence oder Le Livre de la prod’homie de l’homme. 1405
- Le Livre du corps de policie. 1407
- Le Livre des fais d’armes et de chevalerie. 1410
- La Lamentacion sur les maux de la France. 1410
- Le Livre de la Paix. 1413
- Epistre sur la prison de la vie humaine. 1418
- Les Heures de contemplacion sur la Passion de Nostre Seigneur. 1420
- Dictié en l’honneur de la Pucelle oder Le Dictié de Jehanne d’Arc. 1429

Deutsche Übersetzungen von Le Livre de la Cité des Dames und anderer Werke
- Das Buch von der Stadt der Frauen. Deutscher Taschenbuch Verlag, München 1990, ISBN 3-423-02220-5
- Das Buch von der Stadt der Frauen. Herausgegeben, aus dem Mittelfranzösischen übersetzt und mit einem Nachwort versehen von Margarete Zimmermann. AvivA Verlag, Berlin 2023, ISBN 978-3-949302-13-8
- „Ich, Christine“. Autobiografische Texte. Übersetzt, herausgeben und mit einem Nachwort von Margarete Zimmermann. AvivA Verlag, Berlin 2024, ISBN 978-3-949302-27-5.

Englische Übersetzungen von Le Livre des Trois Vertus
- Sarah Lawson: The Treasure of the City of Ladies or The Book of the Three Virtues. Penguin, 1985.
- Charity Cannon Willard: A Medieval Woman’s Mirror of Honor. The Treasury of the City of Ladies. Herausgegeben von Madeleine Pelner Cosman, New York 1989.